# (33204) 1998 FP57
1998 FP57 (asteroide 33204) é um asteroide da cintura principal. Possui uma excentricidade de 0.10294560 e uma inclinação de 13.54309º.
Este asteroide foi descoberto no dia 20 de março de 1998 por LINEAR em Socorro.